# Praxillella gracilis
Praxillella gracilis är en ringmaskart som först beskrevs av Michael Sars 1861.  Praxillella gracilis ingår i släktet Praxillella och familjen Maldanidae. Arten är reproducerande i Sverige.

## Underarter
Arten delas in i följande underarter:
- P. g. orientalis
- P. g. borealis